# 西资寺石佛
西资寺石佛，位于中国福建省泉州市晋江市金井镇岩峰村卓望山。1985年10月11日公布为第二批福建省文物保护单位，2013年3月5日公布为第七批全国重点文物保护单位。
西资寺石佛的历史年代为宋。